# Кратер Амфиарая

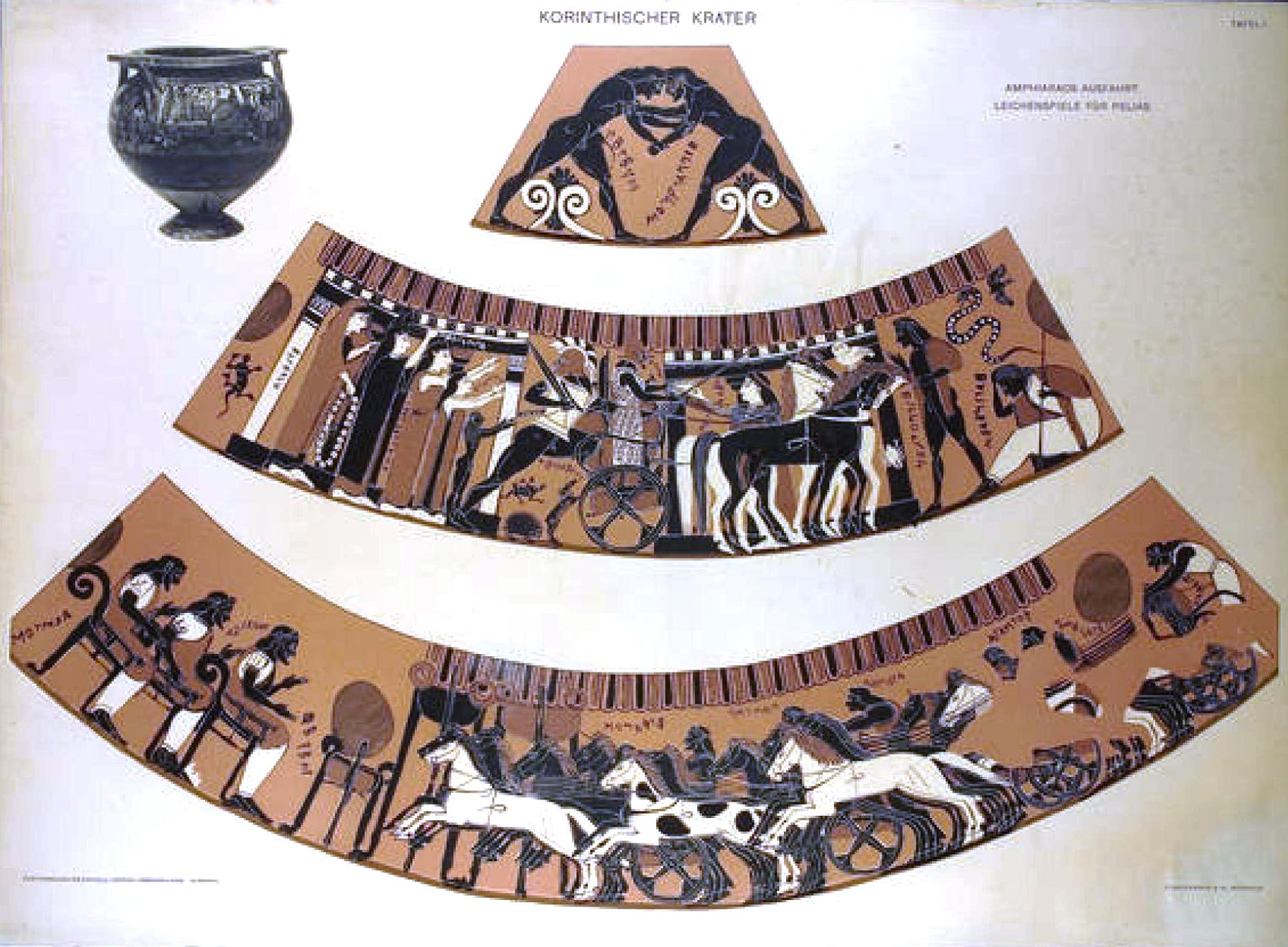
Кратер Амфиарая в издании Furtwängler, Adolf; Reichhold, Karl; Hauser, Friedrich; Buschor, Ernst; Watzinger, Carl; Zahn, Robert. (1904—1932) Griechische Vasenmalerei : Auswahl hervorragender Vasenbilder, Munich: Bruckmann.

Кратер Амфиарая — чернофигурный расписной кратер, созданный около 560 г. до н. э. коринфским мастером (известным как «мастер Амфиарая»).
Известен красочными и детализированными росписями. Основным изображением на кратере служит сцена отъезда прорицателя Амфиарая на войну с Фивами. Среди провожающих — жена Амфиарая Эрифила, вынудившая мужа отправиться на войну, хотя он знал, что погибнет под Фивами. В руке Эрифилы ожерелье Гармонии, подаренное ей Полиником. Амфиарай в гневе оглядывается на жену. Снизу под основной сценой изображена процессия всадников. Под одной из ручек изображен борцовский поединок. Любопытно наличие на вазе изображений животных: ящериц, ежа, скорпиона, змеи. Высота кратера 46,4 см.
Найден в 1837 году в Италии, в этрусском некрополе Черветери. Кратер Амфиарая был выставлен в Берлинском античном собрании. С 1945 года находится в Государственном историческом музее в Москве. Экспонировался на выставках ГИМ «Греческое золото» (апрель-июль 2016) и «Железный век. Европа без границ» (май-июль 2021).